# Comuna Metalist, Sloveanoserbsk
Metalist (în ucraineană Металіст) este o comună în raionul Sloveanoserbsk, regiunea Luhansk, Ucraina, formată din satele Lîman, Metalist (reședința), Raiivka, Șîșkove și Zemleane.

## Demografie
Componența lingvistică a comunei Zemleane
     Rusă (68,6%)
     Ucraineană (31,34%)
     Alte limbi (0,06%)
Conform recensământului din 2001, majoritatea populației comunei Zemleane era vorbitoare de rusă (68,6%), existând în minoritate și vorbitori de ucraineană (31,34%).